# Lafaele Moala
Lafaele Moala (sinh ngày 22 tháng 7 năm 1982) là một cầu thủ bóng đá Tonga hiện đang thi đấu ở vị trí tiền vệ tấn công cho câu lạc bộ Veitongo tại Giải bóng đá vô địch quốc gia Tonga và Đội tuyển bóng đá quốc gia Tonga.

## Sự nghiệp thi đấu
Moala dành phần lớn sự nghiệp thi đấu cho câu lạc bộ Lotoha'apai United.
Năm 2012, anh ta được bổ nhiệm là trợ lý huấn luyện viên của Đội tuyển bóng đá U-17 quốc gia Tonga.
Năm 2018, anh ta là một nhân viên của tổ chức Sport for Development với chương trình Just Play giúp đỡ những người khuyết tật có thể chơi thể thao.

## Bàn thắng quốc tế
Tỷ số và kết quả liệt kê bàn thắng đầu tiên của Tonga, cột điểm cho biết điểm số sau mỗi bàn thắng của Moala.
| #  | Thời gian          | Địa điểm                                   | Đối thủ        | Ghi bàn | Kết quả | Giải đấu                                  |
| -- | ------------------ | ------------------------------------------ | -------------- | ------- | ------- | ----------------------------------------- |
| 1. | 1 tháng 9 năm 2007 | Sân vận động bóng đá quốc gia, Apia, Samoa | Samoa thuộc Mỹ | 1–0     | 4–0     | Đại hội Thể thao Nam Thái Bình Dương 2007 |